# Gaz combustibil

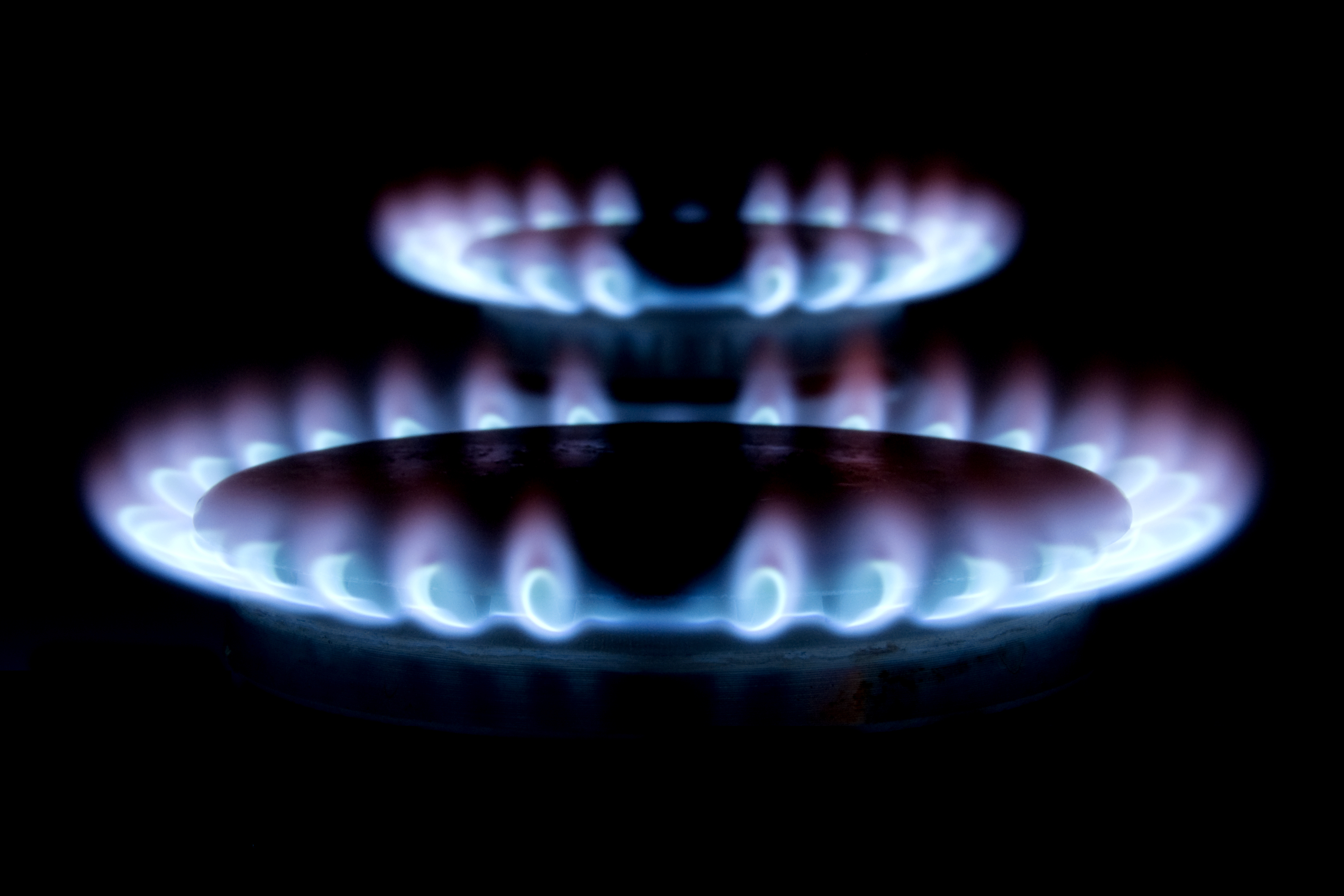
Flacăra albastră a arzătoarelor cu combustibil gazos

Gazul combustibil este orice combustibil care, în condiții obișnuite, este gazos . Multe gaze combustibile sunt compuse din hidrocarburi (cum ar fi metanul sau propanul ), hidrogen, monoxid de carbon sau amestecuri ale acestora. Astfel de gaze suunt   cele ce reprezintă surse de energie termică potențială sau de energie luminoasă care pot fi ușor transmise și distribuite prin țevi de la punctul de origine direct la locul de consum. Propriu P.R
Gazul combustibil este în contrast cu combustibilii lichizi și combustibilii solizi, deși unele gaze combustibile sunt lichefiate pentru depozitare sau transport. În timp ce natura lor gazoasă are avantaje, evitând dificultatea transportului combustibilului solid și pericolele de împrăștiere inerente combustibililor lichizi, are și o limitare. Este posibil ca un gaz combustibil să fie nedetectat și colectat în anumite zone, ducând la riscul unei explozii de gaze. Din acest motiv, odorizoarele sunt adăugate la cele mai multe gaze de combustibil, astfel încât acestea să poată fi detectate de un miros distinct.
Cel mai frecvent tip de gaz combustibil în uz curent este gazul natural.